# آرنولدو فوآ
آرنولدو فوآ (ایتالیایی: Arnoldo Foà؛ ۲۴ ژانویهٔ ۱۹۱۶ – ۱۱ ژانویهٔ ۲۰۱۴) بازیگر، صداپیشه، و نویسنده اهل ایتالیا بود. وی بین سال‌های ۱۹۳۵ تا ۲۰۱۴ میلادی فعالیت می‌کرد.
از فیلم‌ها یا برنامه‌های تلویزیونی که وی در آن نقش داشته است، می‌توان به محاکمه، صد روز در پالرمو، مردم رم، باراباس، آدم و حوا، تب، همه مردان بی‌کفایت، اجساد ممتاز و فردا هم روز خداست اشاره کرد.